# Sibilly
Sibilly, connu aussi sous le nom d'Auguste Acajou, est un Africain vivant au XVIIIe siècle. Déporté en esclavage, vivant en France métropolitaine à Bordeaux, il intente un procès à son maître pour recouvrer sa liberté, et obtient des tribunaux son affranchissement en 1782.

## Biographie
Sibilly naît vers 1755 sur la côte de Guinée, où il est capturé, vendu et réduit en esclavage. Il débarque en 1774 à Lorient, propriété d'un sieur Bois de Chiron. Celui-ci le revend à un bourgeois de Bordeaux, propriétaire à Saint-Domingue. Selon les lois d'alors, cette transaction est illégale en ce qu'elle intervient sur le sol métropolitain, mais Sibilly va donc vivre chez son maître à Bordeaux :  
Le 9 août 1777 le roi Louis XVI signe une déclaration par laquelle il ordonne notamment l'interdiction de faire entrer des personnes de couleur en France métropolitaine (l'objectif est de ne pas priver ainsi les colonies antillaises de leur main d'œuvre). La déclaration dispose en outre (article 9) que les maîtres devront faire recenser tous ceux qui s'y trouveraient « en service » sous peine de ne « pou[voir les] retenir à leur service que de leur consentement ». Les Noirs enregistrés ont cependant vocation à ne séjourner en France que transitoirement (comme domestique d'un maître en voyage, par exemple) et à repartir à court terme aux colonies.
Un certain Guillaume Yon, parfois mentionné sous le nom de Huon de l'Étang et probable parent de la propriétaire de Sibilly — la veuve d'un conseiller au Parlement de Bordeaux, le sieur de Prunes — le déclare à l'enregistrement de Bordeaux le 29 septembre 1777.
Le 1er septembre 1780 Sibilly demande sa liberté à l'Amirauté de Guyenne, arguant que même s'il a été enregistré dans le délai imparti, son maître ne l'a pas renvoyé aux colonies à temps. Yon quant à lui affirme que Sibilly est un libertin, que lui-même, infirme, est incapable de surveiller ; il demande aux autorités de le faire enfermer au Dépôt des Noirs et le renvoyer aux Antilles. À l'été 1781, un arrêt du roi ordonne son expulsion vers les colonies. Mais un Bordelais du nom de Camplaitz prend parti pour Sibilly et rédige un mémoire en sa faveur : l'affaire non tranchée est renvoyée devant un tribunal parisien. Là, le Bureau des colonies tranche en sa faveur le 23 février 1782, et Sibilly est affranchi,.